# Harpactea rubicunda
Harpactea rubicunda C. L. Koch, 1838 è un ragno appartenente alla famiglia Dysderidae.

## Distribuzione
La specie è stata reperita in diverse località della regione compresa fra l'Europa e la Georgia.

## Tassonomia
Non sono stati esaminati esemplari di questa specie dal 2008.
Attualmente, al dicembre 2013, non sono note sottospecie.